# 7320 Potter
För andra betydelser, se Potter.
7320 Potter eller 1978 TP6 är en asteroid i huvudbältet som upptäcktes den 2 oktober 1978 av den sovjetisk-ryska astronomen Ljudmila Zjuravljova vid Krims astrofysiska observatorium på Krim. Den är uppkallad efter astronomen Kheino Potter.
Asteroiden har en diameter på ungefär 12 kilometer.